# Province de Viterbe
Pour les articles homonymes, voir Viterbo (homonymie) et Viterbe (homonymie).
 (décembre 2023).
Si vous disposez d'ouvrages ou d'articles de référence ou si vous connaissez des sites web de qualité traitant du thème abordé ici, merci de compléter l'article en donnant les références utiles à sa vérifiabilité et en les liant à la section « Notes et références ».
La province de Viterbe (en italien : Provincia di Viterbo) est une province italienne, située dans le Latium, dont le chef-lieu est la ville de Viterbe.

## Géographie
La province occupe le nord-ouest du Latium et est limitrophe de la mer Tyrrhénienne au sud-ouest, de la Toscane au nord et à l'ouest et de l'Ombrie à l'est.

## Politique
La province de Viterbe passe à droite à l'occasion des élections provinciales de 2010. À l'issue de ce scrutin, la répartition des sièges au conseil provincial est la suivante :
- Le Peuple de la liberté : 8 sièges ;
- Parti démocrate : 6 sièges ;
- Union de centre : 4 sièges ;
- Le Peuple étrusque avec le PDL : 1 siège ;
- Démocrates pour la Tuscia : 1 siège ;
- Italie des valeurs : 1 siège ;
- liste locale Meroi président : 1 siège.

Lors du scrutin suivant en 2015, le centre-gauche reprend la direction de la province.

## Économie
La province de Viterbe est l'aire de production pour l'huile d'olive extra vierge Canino.